# フェラポントフ修道院
フェラポントフ修道院（フェラポントフしゅうどういん、ロシア語:Ферапонтов монастырь）は、ロシア・ヴォログダ州にある修道院である。1398年に創建され、2000年にUNESCOの世界遺産に登録された。

## 歴史

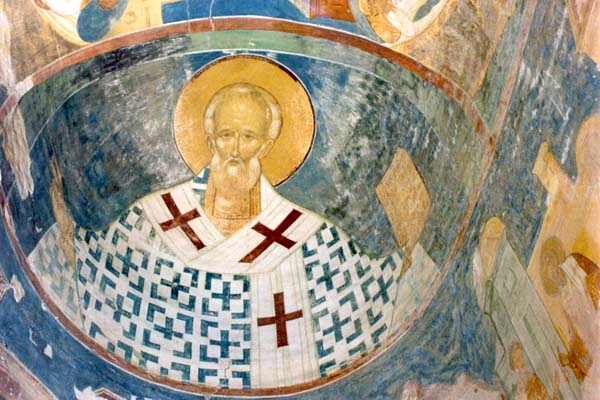
生神女誕生聖堂内壁に描かれたフレスコ画。ディオニシウスによる作画であり、ミラの聖ニコライが題材として描かれている。

1398年に聖フェラポントによって、修道院は創建された。修道院の名声は、en:Kirill of Beloozeroの弟子であるマルティニアンの時代に広がった。彼は、1447年には、至聖三者聖セルギイ大修道院の修道院長となる。
彼の死後、イヴァン3世の一族によって、修道院は保護された。1490年には、生神女誕生聖堂が、ロストフの技術者の指導によって、レンガ造りで建設された。フェラポントフ修道院の聖堂建築は、1490年代に建設されたロシア北部の建築物の中でも保存状態がいい。また、聖堂の内壁は、15世紀から16世紀に活躍したフレスコ画家であるディオニシウスによる（en）フレスコ画が描かれている。
1530年代には、宝物館、食堂、生神女福音教会が建設された。また、イヴァン4世により、様々な特権が与えられ、60の村を所有するにいたった。イヴァン4世は、数回、この修道院を巡礼の形式で訪れている。
1598年から1613年の大動乱時代には、ポーランド人により、攻撃を受けた。ロシアが失地を回復する中で、1641年から1680年の間に、3つの教会と鐘楼が建設された。
修道院が宗教的重要性を徐々に喪失する中で、ニーコン総主教（en:Patriarch Nikon）のように、流刑地としての性格を持っていくようになった。1798年、ピョートル3世により、修道院は廃止され、その地位を回復したのは1904年であった。20年後、ボルシェヴィキの手によって、再度、修道院は閉鎖したが、1975年、修道院は、美術館として復活した。

## 世界遺産

### 登録基準
この世界遺産は世界遺産登録基準のうち、以下の条件を満たし、登録された（以下の基準は世界遺産センター公表の登録基準からの翻訳、引用である）。
- (1) 人類の創造的才能を表現する傑作。
- (4) 人類の歴史上重要な時代を例証する建築様式、建築物群、技術の集積または景観の優れた例。